# ヴァウダ・カナヴェーゼ
ヴァウダ・カナヴェーゼ（伊: Vauda Canavese）は、イタリア共和国ピエモンテ州トリノ県にある、人口約1,500人の基礎自治体（コムーネ）。

## 地理

### 位置・広がり

#### 隣接コムーネ
隣接するコムーネは以下の通り。
- ブザーノ
- ロッカ・カナヴェーゼ
- バルバニーア
- サン・カルロ・カナヴェーゼ
- フロント
- サン・フランチェスコ・アル・カンポ